# Fatoumata Yarie Camara
Fatoumata Yarie Camara (* 15. Februar 1996) ist eine guineische Ringerin.

## Leben
Bei den Ringer-Afrikameisterschaften 2018 in Port Harcourt trat Camara im Wettbewerb des Freistilringens in der Kategorie unter 59 kg an und erreichte den 6. Platz. Bei den Ringer-Weltmeisterschaften 2018 in Budapest im Wettbewerb des Freistilringens in der Kategorie unter 59 kg erreichte sie den 21. Platz.
Bei den Ringer-Afrikameisterschaften 2019 in Hammamet trat Camara im Wettbewerb des Freistilringens in der Kategorie unter 62 kg an und erreichte den 6. Platz. Bei den Afrikaspielen 2019 in Rabat trat sie im Wettbewerb des Freistilringens in der Kategorie unter 62 kg an und gewann die Bronzemedaille. Dadurch qualifizierte sie sich für die Olympischen Spiele 2020 in Tokio. Bei den Ringer-Weltmeisterschaften 2019 in Nur-Sultan im Wettbewerb des Freistilringens in der Kategorie unter 65 kg erreichte sie den 11. Platz. Während der Schlussfeier war sie die Fahnenträgerin ihrer Nation.